# Pentafluorphenyllithium
Pentafluorphenyllithium ist eine organische Verbindung aus der Gruppe der lithiumorganischen Verbindungen.

## Herstellung
Pentafluorphenyllithium kann durch eine Lithium-Halogen-Austausch-Reaktion von Brompentafluorbenzol mit Butyllithium bei −78 °C hergestellt werden. Die Synthese gelingt auch als Deprotonierungsreaktion mit Pentafluorbenzol als Ausgangsstoff. Weiterhin ist auch eine Herstellung mit Lithiumamalgam statt Butyllithium möglich.

## Eigenschaften
Die Verbindung ist thermisch instabil, da leicht ein Abspaltung von Lithiumfluorid unter Arinbildung und der resultierenden Folgechemie erfolgen kann. Diese Prozesse verlaufen in der Summe stark exotherm. Bei einer Herstellung bei −78 °C in etherischer Lösung muss schon ab −55 °C mit einem Anlaufen der Zersetzung gerechnet werden. Eine in Leichtbenzin/Hexan hergestellte Suspension der Verbindung kann sich schon ab −20 °C detonativ zersetzen. Bei Raumtemperatur kann sich Pentafluorphenyllithium explosiv zersetzen.

## Reaktionen
Durch Reaktion von Pentafluorphenyllithium mit Bortrichlorid bei −78 °C kann Tris(pentafluorphenyl)boran hergestellt werden. Auch Dimethylbis(pentafluorphenyl)zinn, das in der Herstellung von Bis(pentafluorphenyl)boran verwendet wird, wird ausgehend von Pentafluorphenyllithium hergestellt. In beiden Fällen kann das Reagenz durch das weniger gefährliche Pentafluorphenylmagnesiumbromid ersetzt werden. Mit halogenierten Aromaten und Alkenen reagiert Pentafluorphenyllithium  in nucleophilen Substitutionen.

## Externe Links zu erwähnten Verbindungen
1. ↑  Externe Identifikatoren von bzw. Datenbank-Links zu Brompentafluorbenzol:  CAS-Nr.: 344-04-7, EG-Nr.: 206-449-0, ECHA-InfoCard: 100.005.863, PubChem: 9578, ChemSpider: 21168727, Wikidata: Q27289044.